# Holberg-Denkmal (Bergen)

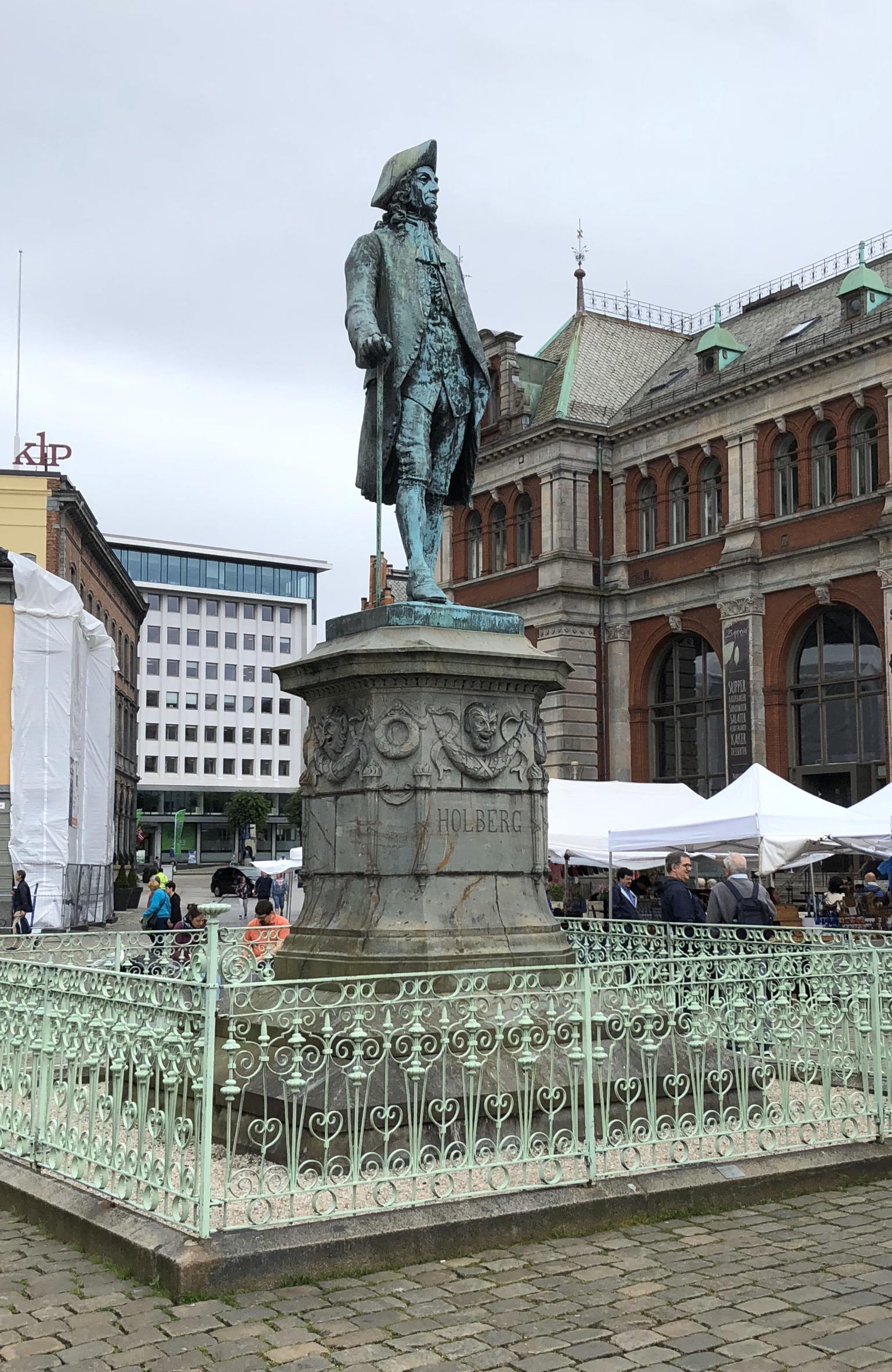
Holberg-Denkmal, 2019

Das Holberg-Denkmal ist ein Denkmal für den Dichter Ludvig Holberg (1684–1754) in der norwegischen Stadt Bergen. 
Es befindet sich zentral in der Innenstadt von Bergen auf dem Platz Vågsallmenningen, nahe dem Hafen der Stadt. Östlich steht das historische Gebäude der Norges Bank.
Das Denkmal wurde dem in Bergen geborenen Holberg im Jahr 1884, anlässlich seines 200. Geburtstages gesetzt. Die Finanzierung erfolgte durch private und gemeinnützige Geldgeber. Geschaffen wurde es von Johan Börjeson. Es entstand eine drei Meter große, Holberg darstellende Statue. Sie steht auf einem 3,10 Meter hohen verzierten Sockel und richtet ihren Blick nach Westen in Richtung Hafenkai. Auf der Westseite des Sockels ist die Inschrift HOLBERG angebracht. Umgeben ist das Denkmal von einem metallenen Zaun.